# Leporinus sexstriatus
Leporinus sexstriatus är en fiskart som beskrevs av Heraldo A. Britski och Garavello, 1980. Leporinus sexstriatus ingår i släktet Leporinus och familjen Anostomidae. Inga underarter finns listade i Catalogue of Life.